# Ordubad Milli Parkı
Ordubad Milli Parkı är en park i Azerbajdzjan.   Den ligger i distriktet Nachitjevan, i den sydvästra delen av landet, 400 km väster om huvudstaden Baku. Ordubad Milli Parkı ligger 1 692 meter över havet.
Terrängen runt Ordubad Milli Parkı är kuperad åt sydväst, men åt nordost är den bergig. Närmaste större samhälle är Ordubad, 16,7 km sydost om Ordubad Milli Parkı. 
Trakten runt Ordubad Milli Parkı består i huvudsak av gräsmarker. Runt Ordubad Milli Parkı är det ganska glesbefolkat, med 27 invånare per kvadratkilometer.